# Patriarca de Moscou e Toda Rússia
Patriarca de Moscou e Toda a Rus' (russo: Патриарх Московский и всея Руси, romanizado:  Patriarkh Moskovskij i vseja Rusi), também conhecido como o Patriarca de Moscou e Toda a Rússia, é o título oficial do Bispo de Moscou que é o Primaz da Igreja Ortodoxa Russa. Freqüentemente é precedido pelo título honorífico "Sua Santidade". Enquanto Bispo Diocesano da Diocese de Moscou ele tem autoridade canônica direta apenas sobre Moscou. O Patriarca tem vários poderes administrativos em toda a Igreja de acordo com a Carta da Igreja Ortodoxa Russa.
O Patriarcado foi estabelecido em Moscou em 1589. O primeiro Patriarca foi Jó. Abolido em 1721 por Pedro, o Grande, o Patriarcado foi restaurado em 28 de outubro (11 de novembro) de 1917, por decisão do Conselho de Toda a Rússia. O Patriarca Cirilo acedeu a esta posição em 1 de fevereiro de 2009.

## Etimologia
Diferentes variações do título "Patriarca de Moscou e Toda a Rússia", "Patriarca de Moscou e Toda a Grande, Pequena e Rússia Branca" e outros foram usados. A forma moderna, "Patriarca de Moscou e Toda a Rus'", foi inicialmente usada em 1589 (quando a Sé foi elevada ao Patriarcado) até 1721 (quando abolida por Pedro, o Grande). A versão atual do título foi restaurada a partir de 1917 até ser suspensa pelas autoridades soviéticas em 1925, e desde então foi restabelecida com a eleição do Metropolita Sérgio como Patriarca em 1943.